# Брул (округ)
Округ Брул (англ. Brule County) располагается в штате Южная Дакота, США. По состоянию на 2010 год, численность населения составляла 5255 человек.

## География
По данным Бюро переписи США, общая площадь округа равняется 2192 км2, из которых 2121 км2 суша и 71 км2 или 3,250 % это водоёмы.

## Население
По данным переписи населения 2000 года в округе проживает 5 364 жителей в составе 1 998 домашних хозяйств и 1 328 семей. Плотность населения составляет 3,00 человека на км2. На территории округа насчитывается 2 272 жилых строений, при плотности застройки около 1,00-го строения на км2. Расовый состав населения: белые — 89,91 %, афроамериканцы — 0,26 %, коренные американцы (индейцы) — 8,28 %, азиаты — 0,48 %, гавайцы — 0,02 %, представители других рас — 0,06 %, представители двух или более рас — 0,99 %. Испаноязычные составляли 0,48 % населения независимо от расы.
В составе 31,00 % из общего числа домашних хозяйств проживают дети в возрасте до 18 лет, 56,20 % домашних хозяйств представляют собой супружеские пары проживающие вместе, 7,20 % домашних хозяйств представляют собой одиноких женщин без супруга, 33,50 % домашних хозяйств не имеют отношения к семьям, 29,90 % домашних хозяйств состоят из одного человека, 13,10 % домашних хозяйств состоят из престарелых (65 лет и старше), проживающих в одиночестве. Средний размер домашнего хозяйства составляет 2,49 человека, и средний размер семьи 3,14 человека.
Возрастной состав округа: 30,50 % моложе 18 лет, 6,80 % от 18 до 24, 24,70 % от 25 до 44, 21,20 % от 45 до 64 и 21,20 % от 65 и старше. Средний возраст жителя округа 37 лет. На каждые 100 женщин приходится 93,20 мужчин. На каждые 100 женщин старше 18 лет приходится 92,10 мужчин.
Средний доход на домохозяйство в округе составлял 32 370 USD, на семью — 37 361 USD. Среднестатистический заработок мужчины был 26 698 USD против 20 094 USD для женщины. Доход на душу населения составлял 14 874 USD. Около 8,10 % семей и 14,30 % общего населения находились ниже черты бедности, в том числе — 14,30 % молодежи (тех, кому ещё не исполнилось 18 лет) и 20,20 % тех, кому было уже больше 65 лет.